# کاژیمیرش براندیس
کاژیمیرش براندیس (لهستانی: Kazimierz Brandys زاده ۲۷ اکتبر ۱۹۱۶ – درگذشته ۱۱ مارس ۲۰۰۰) مقاله‌نویس و فیلم‌نامه‌نویس اهل لهستان بود.
وی در شهر ووچ به دنیا آمد. براندیس در رشته حقوق در دانشگاه ورشو تحصیل نمود. نخستین کار وی به عنوان منتقد ادبی، در ماهنامه "Kuźnia Młodych" در سال ۱۹۳۵ به چاپ رسید. بین سال‌های ۱۹۴۵ تا ۱۹۵۰ میلادی براندیس عضو هیئت تحریریه هفته‌نامه "Kuźnica" بود کاژیمیرش براندیس در سال ۱۹۴۶ به عضویت حزب کارگر لهستان درآمد. بین سال ۱۹۵۶ و ۱۹۶۰ میلادی عضو هیئت تحریریه هفته‌نامه "Nowa Kultura" بود. در سال ۱۹۶۶ به عنوان اعتراض به آزار و اذیت‌های سیاسی لشک کولاکوفسکی، حزب کمونیست را ترک نمود. در سال‌های ۱۹۷۰ و ۱۹۷۱ رشته مطالعات اسلاوی را در دانشگاه سوربن تدریس نمود. پس از سال ۱۹۸۱ میلادی وی در خارج از لهستان زندگی می‌کرد. وی در سال ۲۰۰۰ میلادی در پاریس درگذشت.
از فیلم‌ها یا مجموعه‌های تلویزیونی که وی در آن‌ها نقش داشته‌است، می‌توان به طریق هستی و مادر پادشاهان اشاره نمود.